# ギジェルモ・ガルシア (外野手)
ギジェルモ・ガルシア・ガルシア（Guillermo García García、2000年7月1日 - ）は、キューバのグランマ州出身のプロ野球選手（外野手）。右投左打。キューバ国内リーグのアラサネス・デ・グランマ所属。
祖父はキューバ革命軍司令官のギジェルモ・ガルシア・フリアス。

## 経歴

### キューバ時代
2019年にキューバ国内リーグのアラサネス・デ・グランマと契約。
2021年春のポストシーズンでは打率.487、4本塁打、17打点の成績を記録してチームを優勝に導き、MVPを受賞した。オフに行われたWBSC U-23ワールドカップのキューバ代表に選出された。

### 中日時代
2021年10月18日に中日ドラゴンズと契約合意したことが報道された。11月13日に中日と育成選手として契約を結んだことが正式発表された。年俸は10万ドル（約1140万円）。
2022年は7月6日のオリックス・バファローズとの二軍戦（ナゴヤ球場）で実戦初出場、同月13日の福岡ソフトバンクホークスとの二軍戦（ナゴヤ球場）で実戦初安打を記録。その後、チームが得点力不足に悩んでいた状況もあり、7月27日に支配下選手登録された。背番号は95。入団会見では「チャンスを与えてくれてありがとうございます。一軍でチームに貢献できるように頑張りたい」「大島さん、福留さんのような打者になりたい」と語った。7月29日に一軍昇格し、同日の広島東洋カープ戦（MAZDA Zoom-Zoom スタジアム広島）にスタメン出場。この試合の3回表に来日初安打を放った。この年は一軍ではわずか2試合出場で1安打という成績に終わり、シーズン終了後は翌年は再び育成選手として契約する予定であることが複数のメディアで報じられ、12月1日には背番号が95から210に変更することが発表された。規約により12月2日に一旦自由契約公示された。
2023年は二軍で35試合に出場し、打率.235・2本塁打という成績で、支配下復帰はならなかった。戦力外通告は発表されなかったものの、オフに育成契約への切り替えから1年経過による自由契約となった。

## 詳細情報

### 年度別打撃成績
| 年 度     | 球 団     | 試 合 | 打 席 | 打 数 | 得 点 | 安 打 | 二 塁 打 | 三 塁 打 | 本 塁 打 | 塁 打 | 打 点 | 盗 塁 | 盗 塁 死 | 犠 打 | 犠 飛 | 四 球 | 敬 遠 | 死 球 | 三 振 | 併 殺 打 | 打 率 | 出 塁 率 | 長 打 率 | O P S |
| --------- | --------- | ----- | ----- | ----- | ----- | ----- | -------- | -------- | -------- | ----- | ----- | ----- | -------- | ----- | ----- | ----- | ----- | ----- | ----- | -------- | ----- | -------- | -------- | ----- |
| 2022      | 中日      | 2     | 9     | 9     | 0     | 1     | 0        | 0        | 0        | 1     | 0     | 0     | 0        | 0     | 0     | 0     | 0     | 0     | 5     | 0        | .111  | .111     | .111     | .222  |
| 通算：1年 | 通算：1年 | 2     | 9     | 9     | 0     | 1     | 0        | 0        | 0        | 1     | 0     | 0     | 0        | 0     | 0     | 0     | 0     | 0     | 5     | 0        | .111  | .111     | .111     | .222  |

- 2024年度シーズン終了時

### 年度別守備成績
| 年 度 | 球 団 | 外野  | 外野  | 外野  | 外野  | 外野  | 外野     |
| 年 度 | 球 団 | 試 合 | 刺 殺 | 補 殺 | 失 策 | 併 殺 | 守 備 率 |
| ----- | ----- | ----- | ----- | ----- | ----- | ----- | -------- |
| 2022  | 中日  | 2     | 3     | 0     | 0     | 0     | 1.000    |
| 通算  | 通算  | 2     | 3     | 0     | 0     | 0     | 1.000    |

- 2024年度シーズン終了時

### 記録

#### NPB
初記録
- 初出場・初先発出場：2022年7月29日、対広島東洋カープ15回戦（MAZDA Zoom-Zoom スタジアム広島）、6番・左翼手で先発出場[16]
- 初打席：同上、1回表に大瀬良大地から一ゴロ[16]
- 初安打：同上、3回表に大瀬良大地から右前安打[16][17]

### 背番号
- 205（2022年 - 同年7月26日）
- 95（2022年7月27日 - 同年終了）
- 210（2023年）

### 代表歴
- 2021 WBSC U-23ワールドカップ キューバ代表